# Milica Mandić
Milica Mandić (Srpska ćirilica Милица Мандић, Beograd, 6. prosinca 1991.) je srbijanska taekwondoašica i olimpijska prvakinja u kategoriji iznad 67 kg iz Londona 2012. godine, gdje je u finalu pobijedila svjetsku i europsku prvakinju, Francuskinju Anne-Caroline Graffe s 9:7, čime je postala prva osvajačica olimpijskog odličja u ovome sportu.
Osim olimpijskog zlata, Mandić je osvajačica brončanog odličja sa Svjetskog prvenstva 2011. u srednjeteškoj kategoriji (ispod 73 kg) i srebrnog odličja na Europskom prvenstvu u Manchesteru 2012. u kategoriji iznad 67 kg.

## Vanjske poveznice
- Milica Mandić na Taekwondo Data
- Olimpijske igre – London 2012. (taekwondo)  Arhivirana inačica izvorne stranice od 6. prosinca 2012. (Wayback Machine)